# مطار البردويل الدولي
 مطار المليز أو بير الجفجافة أو مطار البردويل هو مطار عسكري/مدني يقع في قرية المليز بمحافظة شمال سيناء. يقع على بعد حوالي 95 كيلو متر من الشاطئ الشرقي لقناة السويس.

## تاريخ المطار
شُيد المطار عقب العدوان الثلاثي وأُعطي رمز القاعدة رقم 244، وفي أثناء حرب 1967 استولت عليه إسرائيل واسمته قاعدة رفيديم واستردته مصر مجدداً بعد توقيع معاهدة كامب ديفيد.
تقرر تحويل جزء من المطار للاستخدام المدني في عام 2015 ضمن خطة لتنمية سيناء لتخدم مصانع الرخام التي ستقام في المليز وتقرر افتتاحه في 2019.
يشمل عملية التحويل إنشاء ممر بطول 3350 م وعرض 60 م و2 ترمك للطائرات وإنشاء صالة ركاب بمساحة 4200 م2 طاقة 200 راكب/ساعة بالإضافة إلى المنشآت الخدمية والطرق الداخلية وشبكات المرافق وأعمال تنسيق الموقع. أُعيد افتتاح المطار باعتباره مطار دولي في 2019، ويقع المطار على مساحة 11 كم2 بوسط سيناء في منطقة المليز لخدمة المناطق الصناعية، بما فيها مصانع الأسمنت ومحاجر الرخام والمناطق الزراعية بتكلفة 860 مليون جنيه.
يتكون المطار من ممر رئيسي بطول 3350 م، وعرض 60 م، و2 ترمك للطائرات بسعة 8 طائرات. وصالة للركاب (مغادرة/وصول) سعة 300 راكب/ساعة، كما يضم:
- صالة للجوزات.
- برج مراقبة بارتفاع 33 م.
- مبنى الأرصاد الجوية.
- منشآت إدارية وخدمية وفنية.
- محطة تحلية المياه (RO).
- محطة كهرباء رئيسية.
- محطة معالجة الصرف الصحي.
- محطة الإطفاء والإنقاذ.
- مسجد.